# Albrechtice v Jizerských horách
Albrechtice v Jizerských horách là một làng thuộc huyện Jablonec nad Nisou, vùng Liberecký, Cộng hòa Séc.